# 红花螺序草
红花螺序草（学名：Spiradiclis coccinea）为茜草科螺序草属下的一个种。

## 扩展阅读
維基物種上的相關：红花螺序草